# Chelsea (banda)
Chelsea fue una banda de pop rock de la ciudad de Nueva York, de la que formó parte el reconocido baterista Peter Criss, antes de unirse a Kiss.

## Carrera
Lanzaron solamente un álbum, titulado Chelsea, en 1971, y se disolvieron justo en la grabación de su segundo disco, el cual nunca vio la luz.
En agosto de 1971, la banda pasó a llamarse Lips (un trío consistente en Criss y sus compañeros en Chelsea Michael Benvenga y Stan Penridge). En 1973, Lips pasó a ser solo el dúo de Criss y Penridge y eventualmente se desintegró.
Su sonido ha sido comparado con el de agrupaciones reconocidas como Moody Blues y Procol Harum.

## Lista de canciones
1. "Rollin' Along" (Shepley/Brand) - 2:34
2. "Let's Call It A Day" (Shepley/Brand) - 3:05
3. "Silver Lining" (Aridas/Benvenga) - 2:49
4. "All American Boy" (Shepley/Brand) - 3:55
5. "Hard Rock Music" (Shepley/Brand) - 5:10
6. "Ophelia" (Shepley/Brand) - 2:38
7. "Long River" (Shepley/Brand) - 6:41
8. "Grace" (Shepley/Brand) - 3:17
9. "Polly Von" (Aridas/Benvenga/Brand/Cris/Shepley) - 5:01
10. "Good Company" (Shepley/Brand) - 1:44

## Músicos
- Peter Shepley - voz
- Mike Brand - guitarra
- Chris Áridas - guitarra
- Michael Benvenga - bajo, voz
- Peter Criss - batería
- John Cale - viola
- Steve Loeb - piano